# WrestleMania VII
WrestleMania VII est la septième édition de la série évènementielle WrestleMania, réunion annuelle de catch (Lutte Professionnelle) présentée, organisée et produite par la World Wrestling Entertainment, et vidéo-diffusée selon le principe du paiement à la séance (pay-per-view).  Cet évènement s'est déroulé le 24 mars 1991 au Memorial Sports Arena de Los Angeles en Californie.
Willie Nelson a chanté America the Beautiful avant le show.
Les autres célébrités présentent étaient Regis Philbin, Alex Trebek, Marla Maples, George Steinbrenner, Paul Maguire, Macaulay Culkin, Donald Trump, Lou Ferrigno, Chuck Norris, et Henry Winkler.
L'affiche officielle est dessinée par Joe Jusko.
C'est le premier opus de WrestleMania à ne pas avoir Jesse Ventura comme commentateur consultant. Gorilla Monsoon commentait l'évènement avec Bobby The Brain Heenan. Quand Heenan devait manager au bord du ring, Monsoon était joint aux commentaires par Jim Duggan, et plus tard Lord Alfred Hayes. Regis Philbin commentait aussi pendant le main-event.
C'est le premier WrestleMania auquel prend part l'Undertaker, ce qui marquait le début de sa série d'invincibilité.

## Résultats
| #                                                          | Résultats | Stipulations                                       | Commentaires | Durée |
| ---------------------------------------------------------- | --- | -------------------------------------------------- | --- | ----- |
| Dark match                                                 | Koko B. Ware bat The Brooklyn Brawler | Match simple                                       | - B. Ware a effectué le tombé sur le Brawler. | N/A   |
| 1                                                          | The Rockers (Shawn Michaels et Marty Jannetty) battent The Barbarian et Haku (avec Bobby The Brain Heenan)                                 | Match par équipe                                   | - Michaels a effectué le tombé sur Haku avec un Flying Crossbody. | 10:33 |
| 2                                                          | The Texas Tornado bat Dino Bravo (avec Jimmy Hart)                                                                                         | Match simple                                       | - Tornado a effectué le tombé sur Bravo après un Discus Punch. | 03:11 |
| 3                                                          | The British Bulldog bat The Warlord (avec Slick)                                                                                           | Match simple                                       | - Bulldog a effectué le tombé sur Warlord après un Running Powerslam. | 08:15 |
| 4                                                          | The Nasty Boys (Jerry Sags et Brian Knobbs) (avec Jimmy Hart) bat The Hart Foundation (c) (Bret the Hitman Hart et Jim the Anvil Neidhart) | Match par équipe pour le WWF Tag Team Championship | - Knobbs a effectué le tombé sur Neidhart après que celui-ci recevait un coup de casque de moto par Jimmy Hart.                                                                                        | 12:10 |
| 5                                                          | Jake The Snake Roberts bat Rick Martel | Blindfold Match                                    | - Roberts a effectué le tombé sur Martel après un DDT. | 08:34 |
| 6                                                          | The Undertaker (avec Paul Bearer) bat Jimmy Superfly Snuka                                                                                 | Match simple                                       | - L'Undertaker a effectué le tombé sur Snuka après un Tombstone Piledriver. - Ce match débutait la serie d'invincibilité de l'Undertaker à WrestleMania. (1-0)                                         | 04:20 |
| 7                                                          | The Ultimate Warrior bat Macho Man Randy Savage (avec Queen Sherri)                                                                        | Retirement Match                                   | - Warrior a effectué le tombé sur Savage après une série de Diving Shoulder Blocks. - Après le match, Savage et Queen Sherri se disputaient, préparant ainsi la réunion à l'écran avec Miss Elizabeth. | 20:47 |
| 8                                                          | Tenryu et Kitao battent Demolition (Crush et Smash) (avec Mr. Fuji)                                                                        | Match par équipe                                   | - Tenryu a effectué le tombé sur Smash après un Powerbomb. | 04:44 |
| 9                                                          | Le Big Boss Man (avec André the Giant) bat Mr. Perfect (c) (avec Bobby Heenan) par disqualification.                                       | Match simple pour le WWF Intercontinental Champion | - Perfect était disqualifié après que le Barbarian et Haku intervenaient, Perfect conservait donc le titre Intercontinental.                                                                           | 10:46 |
| 10                                                         | Earthquake (avec Jimmy Hart) bat Greg The Hammer Valentine                                                                                 | Match simple                                       | - Earthquake a effectué le tombé sur Valentine après un Earthquake. | 03:14 |
| 11                                                         | The Legion of Doom (Hawk et Animal) battent Power and Glory (Paul Roma et Hercules) (avec Slick)                                           | Match par équipe                                   | - Animal a effectué le tombé sur Roma après un Doomsday Device. | 00:59 |
| 12                                                         | Virgil (avec Rowdy Roddy Piper) bat The Million Dollar Man Ted DiBiase                                                                     | Match simple                                       | - DiBiase était décompté à l'extérieur après avoir attaqué Piper à l'extérieur du ring. | 07:41 |
| 13                                                         | The Mountie (avec Jimmy Hart) bat Tito Santana                                                                                             | Match simple                                       | - Mountie a effectué le tombé sur Santana après lui avoir donné un coup de pistolet électrique. | 01:21 |
| 14                                                         | Hulk Hogan bat Sergeant Slaughter (c) (avec General Adnan)                                                                                 | Match simple pour le WWF Championship              | - Hogan a effectué le tombé sur Slaughter après un Leg drop. | 20:26 |
| (c) désigne le champion défendant son titre dans le match. | |                                                    | |       |